# Momboyo
Momboyo är en flod i Kongo-Kinshasa, ett biflöde till Ruki. Uppströms Waka kallas den Luilaka eller Lwilaka. Luilakas översta lopp kallas även Dyle. Floden rinner i nordvästlig riktning genom provinserna Sankuru, Tshuapa och Équateur, och ingår dessutom i de två förstnämndas gräns mot Kasaï och gränsen Tshuapa–Équateur. Salonga nationalparks södra del avgränsas norrut av floden. Den är segelbar till Ikali, 545 km från mynningen.